# IK Baltichov
IK Baltichov är en svensk handbollsklubb, bildad den 10 juni 1932 i Göteborg men sedan 1967 verksam i Lerums kommun. IK Baltichovs herrlag spelade under 1950-talet två säsonger i Allsvenskan, den dåvarande högsta divisionen i handboll. Medlemsantalet är drygt 700 medlemmar. Säsongen 2024/2025 spelar både klubbens damlag och herrlag i division 2. Klubbens hemmaarena och tillika kansli är Förbohallen i Stenkullen.

## Historia

### Grundandet, 1930-talet och 40-talet
Klubben bildades på kaféet Calmare Nyckel på Mellangatan 1 i stadsdelen Haga i Göteborg, den 10 juni 1932. Klubbens förste ordförande skulle bli Olle Johannesson, en ung man som växte med uppgiften och utövade ordförandeskapet i klubben fram tills 1967. Johannesson hade även flera förbundsuppdrag och landslagsuppdrag på damsidan.
Det var efter Hotell Baltic, som låg där apoteket i Nordstan ligger idag, grundarna tog lagnamnet, som blev IK Baltic. Två år efter grundande ansökte styrelsen att upptas i RF. Då uppdagades att det redan fanns en klubb med just namnet Baltic. Lösning var att lägga –hov till namnet. Idag heter klubbens farmarlag just Baltic (Baltica på damsidan) för att på så sätt föra traditionerna vidare.
Det var inte givet att det var just handboll som skulle spelas. Inledningsvis var det fotboll grabbarna tränade och senare kom även rinkbandy att upptas som en separat idrott i klubben, om än bara för en kort tid.
Under tiden för klubbens grundande och många år framåt fanns en inomhusanläggning, kallad "Isladan", i Mässhallen där Svenska Mässan ligger idag. I samband med en fotbollsträning träffade spelarna i klubben på juniorlaget från Redbergslid IK. En spontan träningsmatch spelades och givetvis förlorade IK Baltichov den matchen med klara 11–1. Men tack vare detta möte blev det fortsättningsvis handboll som klubben kom att satsa på.
Under 1930-talet och 1940-talet spelade herrlaget i de lokala serierna och avancerade så långt som till klass I, vilket innebar den högsta serien i Göteborg. Därutöver spelades nationella serier i divisionstillhörigheter. Även pojklagen och juniorlaget hade stora framgångar såväl inomhus som på elvamannaplanerna. Det visar att ungdomshandboll inte på något sätt enbart är en företeelse för klubbens Lerumsepok.
IK Baltichovs tioåriga historia var dittills fylld med framgångar. Men mitt under andra världskriget degraderades herrlaget ned till klass II. 1947 var det åter dags för herrlaget att avancera i seriesystemet och då de tog klivet upp i nationella division 3 för att direkt avancera upp i division 2 med endast två förlorade poäng.

### 1950-talet, de allsvenska åren
Kvar från 1948 års lag fanns sju spelare inför säsongen 1951 då A-laget vann division 2 och via kval mot F-11 IF, Nyköping, avancerade till Allsvenskan. Det blev endast en ettårig sejour då laget föll ur Allsvenskan efter säsongen 1951/52. Till säsongen 1955/56 spelade A-laget åter i den högsta serien. Även denna sejour blev ettårig och klubbens hittills främsta seriemerit var över.
Däremot gick det betydligt bättre för IK Baltichov i Svenska mästerskapen säsongerna 1949/1950 och 1951/1952. Båda åren nådde IK Baltichov kvartsfinal men fick se sig besegrade av SoIK Hellas (1949/1950) respektive Näsby IF (1951/1952). Säsongen 1950/1951 slogs herrarna ut redan i omgång 2 av Redbergslids IK. Från och med säsongen 1952/1953 ändrades ordningen och den klubb som vann Allsvenskan korades även till Svensk mästare i handboll.

### 1960-talet, flytten till Lerum
Under 1960-talets inledning spelade A-laget alltjämt i division 2. Men redan 1959 hade klubbens stora stjärna, Kjell Jarlenius, lämnat för lokalkonkurrenten IK Heim och 1964 togs ett drastiskt beslut av styrelsen. På grund av ledarbrist fick hela ungdomssektionen läggas ned, detta paradoxalt nog samtidigt som A-laget slutade trea i division 2, och snart återstod endast två lag i seriespel. Konkurrensen var hård mellan klubbarna i och omkring Göteborg och fler tongivande spelare lämnade A-laget, som ramlade ur division 2 Västra för första gången sedan de avancerade dithän 1948, efter att Baltichov slutade på en åttonde plats efter säsongen 1965/1966.
Stenkullens GoIK är idag främst känd för fotboll men under denna tid var även handboll en av sektionerna. En av handbollens starka ledare vid namn Kurt Pedersen hörde talas om IK Baltichovs prekära situation och kom med ett radikalt förslag, att IK Baltichov skulle flytta ut till Lerum där det fanns både spelare för seniorlag och pojklag men inte minst flera ledare till förfogande. Ett möte mellan de båda föreningarna hölls under våren 1967 i Folkets hus vid Järntorget. Resultatet blev att IK Baltichov det året flyttade ifrån Göteborg och blev en Lerumsklubb där Stenkullens GoIK:s handbollssektion upptogs. Det blev också ordförandeskifte och Kurt Pedersen tog vid efter Olle Johannessons 35-åriga ordförandeskap. Inom några år lade Lerums IS ned sina handbollssektioner och de aktiva i Lerums IS kom därefter att spela för IK Baltichov. Att klubben idag har röda reservtröjor är för att knyta an till Stenkullen GOIK:s röda matchställ.

### 1970-talet, klubben växer
Direkt efter flytten drog ungdomssatsningen igång men det var först 1970 som en damsektion bildades. För ungdomslagen fortsatte framgångarna i såväl seriespel som i nationella och internationella cuper såsom Sweden Open, Junicupen och Eken Cup. En faktor bakom framgångarna var beslutet att anställa en konsulent vars uppgift främst var att utveckla ungdomshandbollen i klubben. Uppdraget gick först till Göran Jinnemark och därefter till Einar Bengtsson. Med ett målmedvetet arbete blev klubben så småningom Sveriges största handbollsklubb med över 800 medlemmar och 32 lag i seriespel.
En grund för klubbens framgångar var Handbollsskolan som drog igång inför säsongen 1975 – 76 för åttaåringar i både Lerum och Gråbo, där hundratals barn aktiverades på söndagar under vinterhalvåret.

### 1980-talet, upp och ned
Damhandbollen skördade framgångar under inledningen av 1980-talet. Flicklagens framfart i seriespel och turneringar, under andra hälften av 1970-talet, resulterade att damlaget under en kort period spelade i den näst högsta serien då ungdomarna växte upp till damspelare. På herrsidan följdes ett par magra år, då A-lagets spelare skingrats, upp av framgångar då man åter började klättra i serietillhörigheterna. Kvalspel mot Stockholmsklubben IK Söder om en plats i division 1, den då näst högsta serien, var den främsta meriten på herrsidan sedan de allsvenska åren på 1950-talet. Men det var främst i division 2 som klubbens båda representationslag hade sin tillhörighet i slutet av detta decennium. Många spelare, fostrade i klubben, spelade dock i Allsvenska-/Elitserielag under denna tid, låt vara då i andra klubbar. Ulf "Tvålen" Stenberg, född Carlsson (IK Heim), Cicci Anderson, född Jansson, (HP Warta), Eddie Johansson (Redbergslids IK), Mikael Carlsson (HP Warta), Anders Olsson (Redbergslids IK), Jan-Ove Rosell (IK Sävehof) m.fl.
Även klubbens tränare blev eftertraktade av det etablerade Handbollssverige där främst Reine Pedersen och tidigare nämnde Einar Bengtsson skördade framgångar i landets högsta serie. Bakom dem stod fortfarande många ledare beredda att ta över varav Ove Dahlin och Bert Eliasson var två av flera ledare.

### 1990-talet, återhämtning
Under 1990-talets början lades flera ungdomslag ned och rekryteringen av nya spelare i de allra yngsta åldrarna haltade betänkligt. När det var som sämst ställt bestod IK Baltichov av endast åtta lag i seriespel.
Stig Brouzell återtog ordförandeskapet för en tid och lämnade efter några år över klubban till en ung ledare i form av Magnus Forsman. Den så viktiga rekryteringen tog åter fart och medlemsantal bland spelare och ledare ökade stabilt.
Vid den här tidpunkten spelade damernas och herrarnas representationslag i division fyra. Med hårt arbete etablerade sig damerna i division tre då ett flertal spelare återkom hem till klubben, tillsammans med den rutinerade ledaren Bert Eliasson. På herrarnas sida började återtåget till de högre divisionerna med Anders Dahlin vid rodret.

### 2000-talet...
Vid millennieskiftet rekryterades en ny herrtränare då Robert Wedberg anslöt sig till klubben. Robert Wedberg kom från IK Sävehof där han spelat elva år i elitserien och senare blev han guldtränare i Alingsås HK, säsongen 2009. Robert Wedberg förvaltade herrlaget så pass väl att när denne lämnade klubben, efter tre år som tränare, hade A-laget åter etablerat sig i division 2. En stor framgångsfaktor var det goda samarbetet med just nämnda lokalkonkurrent, IK Sävehof.  
För damerna var framgångarna än mer tydliga. En återvändande Cicci Andersson, född Jansson, tog med sig många av sina tidigare lagkamrater från elitserielaget HP Warta och i början av 2000-talet vann damlaget division 2, under ledning av Ingvar Forsell. Klubbens styrelse tackade nej till avancemang och laget verkade under ett par år i division 2 och senare som farmarklubb till Allsvenska Partille IF innan klubben återtog sitt representationslag i division två inför säsongen 2014/15. För herrarnas del blev det en kortare sejour i division 3 innan laget, via kvalspel inför 700 åskådare i Förbohallen, åter spelade i division 2, säsongen 2014/15.
Efter flera kval till division 1 avancerade herrlaget till slut till division 1 södra herrar till säsongen 2019/2020. Både den samt eftervarande säsong ställdes in på grund av Covid-19-pandemin. Säsongen 2021/2022 deltog herrlaget i Svenska cupen i handboll som ett av 32 lag på herrsidan. 
Damlaget spelade två säsonger i division 1 men föll ur och spelar sedan säsongen 2019/2020 i division 2. Även för damlaget blev föregående säsonger spolierade på grund av restriktioner till följd av Covid-19. När säsongen 2020/2021 stängdes ner hade damlaget vunnit samtliga seriematcher och låg på första plats i serien.    

## Idrottshallar och kansli

### Idrottshallar
Först 1960 färdigställdes Idrottshallen i Lerum. I takt med att handbollsklubben växte och andra idrotter knacka på porten byggdes Rydsbergshallen då skolan med samma namn blev klar 1980. Gymnasiets idrottshall kom att stå klart ett par år senare allt medan man bedrev träning i Hjällsnäshallen i Gråbo. Det föll sig även naturligt att klubben fick tillträde till Alléskolans idrottshall i Floda då Floda HK övergick till IK Baltichov och klubben därmed fick den delen av kommunen som upptagningsområde.
I slutet av 2004 stod så Förbohallen klar där faciliteterna utgjordes av moderna och ljusa miljöer, en hall som kunde stå som arrangemangsplan för landskamper och elitmatcher samt friidrottsanpassningar. Den första officiella matchen spelades 16 januari 2005 mellan klubbens herrlag och IK Nord i division 2 Västra. Slutresultatet blev 24 - 21 (10 - 13) till IK Baltichovs fördel och den förste officielle målskytten blev Mats Bengtsson med sitt enda mål för matchen.

### Kansli
Då klubben tog flytten från Göteborg var kansliet beläget i centrala delen av Lerums centrum. Det blev en flytt till andra sidan Säveån och till den anrika Frödingsgården där klubben hyrde in sig i den gamla villans källare. 1993 såldes villan och blev privatägd varpå klubben flyttade sitt kansli till Lindenska Villan. Där kunde klubben fritt disponera övervåningen på 1800-tals villan och i bottenvåningen huserade ett kommunalt fritids. Där skulle klubben komma att bo i närmare tio år innan cirkeln på sätt och vis slöts i och med flytten av kansli till den nybyggda Förbohallen i Stenkullen, endast ett stenkast från Stenkullen GoIK:s klubblokal varifrån Lerumsepoken en gång tog sin början.

## Klubbmästerskap
En given tradition sedan 1970-talet är Klubbmästerskapet (KM) som spelas efter säsongsavslutning. Sedan mitten av 2000-talet, då klubbens ungdomssektion återigen var så stor, sett till antal spelare, förläggs KM över en helg i maj månad varje år. 

## Placering i Maratontabell
De två säsonger IK Baltichovs herrlag spelade i Allsvenskan, 1951/1952 respektive 1955/1956, renderar i en 71:e plats i Maratontabell för herrarnas högsta serie i handboll.
| 71 | IK Baltichov | 2 | 36 | 6 | 1 | 29 | 420-604 | 13 | 0 | 0 |

## Landslagsspelare
Under de tidiga åren av klubbens historia, men främst under de Allsvenska åren på 1950-talet, representerade en handfull av klubbens spelare Sverige i landslagssammanhang. 
| Namn                  | År        | Antal landskamper som spelare i IK Baltichov | Kommentar |
| --------------------- | --------- | -------------------------------------------- | --- |
| Torsten Henriksson    | 1935      | 1                                            | Landslagsdebut mot Tyskland i Sveriges andra landskamp. Matchen spelades utomhus med elvamannalag i en match som Tyskland vann med 21 - 3. Dagen därpå spelades det svenska landslaget en s.k. stadskamp mot Hamburg som Sverige förlorade med 14 - 2. Torsten Henriksson spelade totalt 19 landskamper, varav en som spelare i IK Baltichov och resterande när han spelade för Majornas IK. Av dessa 19 landskamper var elva utomhus (elvamannahandboll) och åtta inomhus med sjumannalag. Sammanlagt gjorde han 46 mål i dessa kamper. |
| Alf Fredblad          | 1938      | 1                                            | Utomhus på Slottsskogsvallen mot Danmark. Sverige förlorade matchen med 5-6. Noterbart är att det svenska laget bestod av tio spelare från Göteborg och en skåning, Curt Wadmark. |
| Carl-Henric Söderberg | 1951      | 2                                            | Landslagsdebut mot Norge utomhus (elvamannahandboll) där Carl-Henric gjorde 7 mål. Dagen därpå spelades ytterligare en landskamp utomhus men med sju spelare i varje lag på en plan med måtten 50 x 25 meter. Carl-Henric noterades för ett mål i denna match. |
| Rune Emanuelsson      | 1954      | 1                                            | Rune Emanuelsson noterades för fem mål i sin enda A-landskamp. Rune spelade även i det s.k. Pressens lag vid ytterligare ett par tillfällen. |
| Göte Gelander         | 1955      | 1                                            | Utomhuslandskamp, elvamannahandboll |
| Kjell Jarlenius       | 1954–1967 | 10                                           | Spelade totalt 72 landskamper. De övriga som spelare i IK Heim och KFUM Borås. Bronsmedaljör Världsmästerskapet i utomhushandboll för herrar 1959 Silvermedaljör Världsmästerskapet i handboll för herrar 1964 Utnämnd till Stor Grabb 1959. |
| Jerker Tellander      | 1956–1960 | 3                                            | Spelade totalt 11 landskamper. De övriga som spelare i Majornas IK och GIK Wasaiterna. Bronsmedaljör Världsmästerskapet i utomhushandboll för herrar 1959 Utsedd till Stor Grabb 1960. |

Under samma tidsepok spelade ett flertal av klubbens ungdomsspelare i junior- och ungdomslandslag. Därtill skall tilläggas att spelare med IK Baltichov som moderklubb representerat andra klubbar i landslaget.  

## Årets Baltichovare
Redan 1948 instiftades en hedersutmärkelse, Baltichov-pokalen, som tilldelas "den för klubben nyttigaste medlemmen, inte enbart med tanke på denne som spelare, utan även den som på andra områden uträttat ett för klubben gagnande arbete". Nu för tiden omnämns den trotjänaren som "Årets Baltichovare" och efter att Sixten Dahlström tilldelades pokalen den allra första gången för "sin egenskap av bra spelare, framgångsrik lagledare och donator av tröjor", har Året Baltichovare utsetts varje år sedan dess.
Fem personer har förärats utmärkelsen Årets Baltichovare vid två tillfällen och en person, Göte Gelander, hela tre gånger. Noterbart är att det skulle dröja ända fram till 1975 innan en kvinna erhöll utmärkelsen. En konsekvens av en mansdominans i klubbens livaktiga historia. Två utmärkelser skiljer sig något från övriga. 1996 delades utmärkelsen på två personer och 2009 förärades en hel sektion pokalen.
Förutom äran graveras även namnet på den person som utses i vandringspokalen, som vederbörande får ha i sitt hem under ett år. Därmed är han eller hon för alltid inskriven i IK Baltichovs historia.
1999 hade samtliga disponibla platser på pokalen från 1948 tagits upp varpå pokal nummer två införskaffades för ändamålet. 
Noterbart är att flera av de som blivit Årets Baltichovare, bl.a. Claes Rune Claesson, Lars Fred och Ann-Marie Törnell, fortfarande är aktiva i klubbens Resursgrupp och trogna supportrar på seniorlagens hemmamatcher.

### Mottagare
- 1948: Sixten Dahlström
- 1949: Allan Andreasson
- 1950: Sigvard Holst
- 1951: Rune Hansson
- 1952: Alf Johansson
- 1953: Morgan Höglund
- 1954: C.H. Söderberg
- 1955: Göte Gelander
- 1956: Kjell Jarlenius
- 1957: P.O. Johansson
- 1958: Göte Gelander (2)
- 1959: Bertil Larsson
- 1960: Ronald Karlsson
- 1961: Morgan Höglund (2)
- 1962: Stig Karlgren
- 1963: Göte Gelander (3)
- 1964: Stig Karlsson
- 1965: Jerker Tellander
- 1966: Björn Johannesson
- 1967: Orvar Ljungqvist
- 1968: Claes Rune Claesson
- 1969: Ralf Loong
- 1970: Stig Brouzell
- 1971: Fritiof Eliason
- 1972: Christer Pedersen
- 1973: Lars Hollander
- 1974: Lars Freed
- 1975: Anne-Marie Törnell
- 1976: Sören Carlqvist
- 1977: Björn Johannesson (2)
- 1978: Bert Eliasson
- 1979: Nils Arvidsson
- 1980: Jürgen Werner
- 1981: Ralph Rystrand
- 1982: Torbjörn Eliason
- 1983: Bengt Jansson
- 1984: Ralf Loong (2)
- 1985: Carin Bengtsson
- 1986: Lars-Erik Magnusson
- 1987: Per-Eric Andersson
- 1988: Göran Sandberg
- 1989: Lars Krus
- 1990: Göte Prytz
- 1991: Annica Smedberg
- 1992: Jan Johansson
- 1993: Lars Olsson
- 1994: Tomas Celan
- 1995: Torsten Premberg
- 1996: Madelene Johansson/Fredrika Lundkvist
- 1997: Carina Andersson
- 1998: Magnus Forman
- 1999: Anders Dahlin
- 2000: Wilgot Gunnarsson
- 2001: Anne Jansson
- 2002: Ingvar Forsell
- 2003: Peter Hellqvist
- 2004: Eva Selander
- 2005: Maria Palmblad
- 2006: Bert Eliasson (2)
- 2007: Jimmy Svensson
- 2008: Magnus Forsman (2)
- 2009: Resursgruppen
- 2010: Lotta Kjellberg
- 2011: Eva Strömblad
- 2012: Jennie Torbjörnsson
- 2013: Johan Rutgersson
- 2014: Anton Svensson
- 2015: Mattias Liifv
- 2016: Staffan Bengtsson
- 2017: Daniel Filliol